# 旭洞門
旭洞門（あさひどうもん）は兵庫県新温泉町と香美町の境界にある鋸岬にある火山砕屑岩の海食洞。山陰海岸国立公園および山陰海岸ジオパークに属する。

## 概要
名勝但馬御火浦の東部にある全長約600mの海に細長く突き出た半島である鋸岬の中央を東西に貫通する海食洞である。1年のうち5月20日頃から1週間だけ洞門越しに日の出を鑑賞することができ、その景色の素晴らしさから命名されたとされる。 
洞門の大きさは、幅6メートル、高さ8メートルで、洞門の地面の海面高は約4メートルである。東と西とで地面の高さが異なる。

## 交通アクセス
- 山陰本線 浜坂駅徒歩15分で、遊覧船乗り場

## 周辺
- 三尾大島（鮑島）[1]、下荒洞門、釣鐘洞門、餘部埼灯台、鎧の袖